# Edwin Dekkers
Edwin Dekkers (Heemskerk, 2 juni 1990) is een Nederlands voetballer die als verdediger voor Almere City FC speelde.

## Carrière
Edwin Dekkers maakte zijn debuut voor FC Omniworld in de Eerste divisie op 16 april 2010, in de met 3-0 verloren uitwedstrijd tegen FC Volendam. Hij kwam in de 76e minuut in het veld voor David Depetris. Na de naamsverandering van FC Omniworld naar Almere City FC in 2010 speelde Dekkers er nog één seizoen, waarna hij naar ADO '20 vertrok. Hier speelde hij twee seizoenen, om er na twee jaar bij SV Spakenburg in 2015 weer terug te keren.

### Statistieken
| Seizoen                       | Club           | Land           | Competitie           | Competitie | Competitie | Beker | Beker | Totaal | Totaal |
| Seizoen                       | Club           | Land           | Competitie           | Wed.       | Dlp.       | Wed.  | Dlp.  | Wed.   | Dlp.   |
| ----------------------------- | -------------- | -------------- | -------------------- | ---------- | ---------- | ----- | ----- | ------ | ------ |
| 2008/09                       | Telstar        | Nederland      | Eerste divisie       | 0          | 0          | 0     | 0     | 0      | 0      |
| 2009/10                       | FC Omniworld   | Nederland      | Eerste divisie       | 2          | 0          | 0     | 0     | 2      | 0      |
| 2010/11                       | Almere City FC | Nederland      | Eerste divisie       | 13         | 0          | 0     | 0     | 13     | 0      |
| 2011/12                       | ADO '20        | Nederland      | Hoofdklasse Zondag A | ?          | ?          | ?     | ?     | ?      | ?      |
| 2012/13                       | ADO '20        | Nederland      | Topklasse Zondag     | 24         | 3          | 4     | 1     | 28     | 4      |
| 2013/14                       | SV Spakenburg  | Nederland      | Topklasse Zaterdag   | 29         | 3          | 0     | 0     | 29     | 3      |
| 2014/15                       | SV Spakenburg  | Nederland      | Topklasse Zaterdag   | 19         | 1          | 1     | 0     | 20     | 1      |
| Carrièretotaal                | Carrièretotaal | Carrièretotaal | Carrièretotaal       | 87         | 7          | 5     | 1     | 92     | 8      |
| Bijgewerkt op 6 december 2016 |                |                |                      |            |            |       |       |        |        |